# Epomophorus labiatus
Epomophorus labiatus é uma espécie de morcego da família Pteropodidae.
Pode ser encontrada nos Camarões, República Democrática do Congo, Sudão, Etiópia, Eritreia, Uganda, Quênia, Burundi, Ruanda, Tanzânia, Maláui, Moçambique e Zâmbia.